# Blasio Park
Blasio Hyun-dong Park, OSB (3. února 1970, Ullung-do) je jihokorejský římskokatolický duchovní, od roku 2013 opat waegwanského opatství a apoštolský administrátor tŏkwonského územního opatství.

## Život
Na kněze byl vysvěcen v roce 2001. Roku 2013 se stal opatem waegwanského opatství. Protože v severní koreji není možné obsazovat biskupství (ani další církevní úřady), je administrátorem tŏkwonského územního opatství, patřící též benediktinskému řádu. Díky této funkci je členem korejské biskupské konference.